# كلود دافنبورت
كلود دافنبورت (بالإنجليزية: Claude Davenport)‏ هو لاعب كرة قاعدة أمريكي، ولد في 28 مايو 1898 في رونج في الولايات المتحدة، وتوفي في 13 يونيو 1976 في كوربوس كريستي في الولايات المتحدة.

## وصلات خارجية
- كلود دافنبورت على موقعبيزبول رفرنس.كوم (الدوري الرئيسي) (الإنجليزية)
- كلود دافنبورت على موقعبيزبول رفرنس.كوم (الدوري الثانوي) (الإنجليزية)